# 8-Bit Christmas
8-Bit Christmas (în engleză ) este un film de comedie regizat de Michael Dowse după un scenariu de Kevin Jakubowski. În rolurile principale au interpretat actorii Neil Patrick Harris, Winslow Fegley, June Diane Raphael, David Cross și Steve Zahn. 
A fost produs de studiourile Warner Bros. Pictures, New Line Cinema și Star Thrower Entertainment și a avut premiera la 24 noiembrie 2021, fiind distribuit de . Coloana sonoră a fost compusă de Joseph Trapanese[*]. 

## Rezumat
Povestea are loc la sfârșitul anilor 1980. Un băiat pe nume Jake Doyle intenționează să obțină un sistem de divertisment Nintendo înaintea celorlalți.

## Distribuție
- Neil Patrick Harris - Adultul Jake Doyle
  - Winslow Fegley - tânărul Jake Doyle (1988)
- Sophia Reid-Gantzert - Annie Doyle, fiica lui Jake
- June Diane Raphael - Kathy Doyle, mama lui Jake 
  - Raphael joacă atât versiunea din 1988, cât și versiunea mai veche în vârstă a lui Kathy Doyle
- Steve Zahn - John Doyle, fratele lui Jake (1988)
- Bellaluna Resnick - Lizzy Doyle, sora lui Jake  (1988)
- Che Tafari - Mikey Trotter, unul dintre prietenii tânărului Jake (1988)
- Santino Barnard - Evan Olsen, unul dintre prietenii tânărului Jake care este alergic la albine și paste (1988)
- Max Malas - Jeff Farmer, un copil din cercul lui Jake, dar nu unul dintre prietenii lui, este un mincinos patologic (1988)
- Brielle Rankins - Tammy Hodges, una dintre prietenele tânărului Jake care colecționează cărți de baseball, ea este și sora lui Teddy (1988)
- Cyrus Arnold - Josh Jagorski, un bătăuș de la școală supradimensionat (1988)
- Braelyn Rankins - Teddy Hodges, unul dintre prietenii tânărului Jake și fratele lui Tammy (1988)
- Chandler Dean - Timmy Keane, un copil bogat narcisic care deține un sistem Nintendo (NES) și îi place să-l arate tuturor (1988)
- Katia Smith - Tiffany Keane, mama lui Timmy, care este împotriva jocurilor video (1988)
- Tom Rooney - Dr. Timothy Keane Sr., tatăl lui Timmy, care este împotriva jocurilor video (1988)
- David Cross - Dealer